# 1995 w polityce

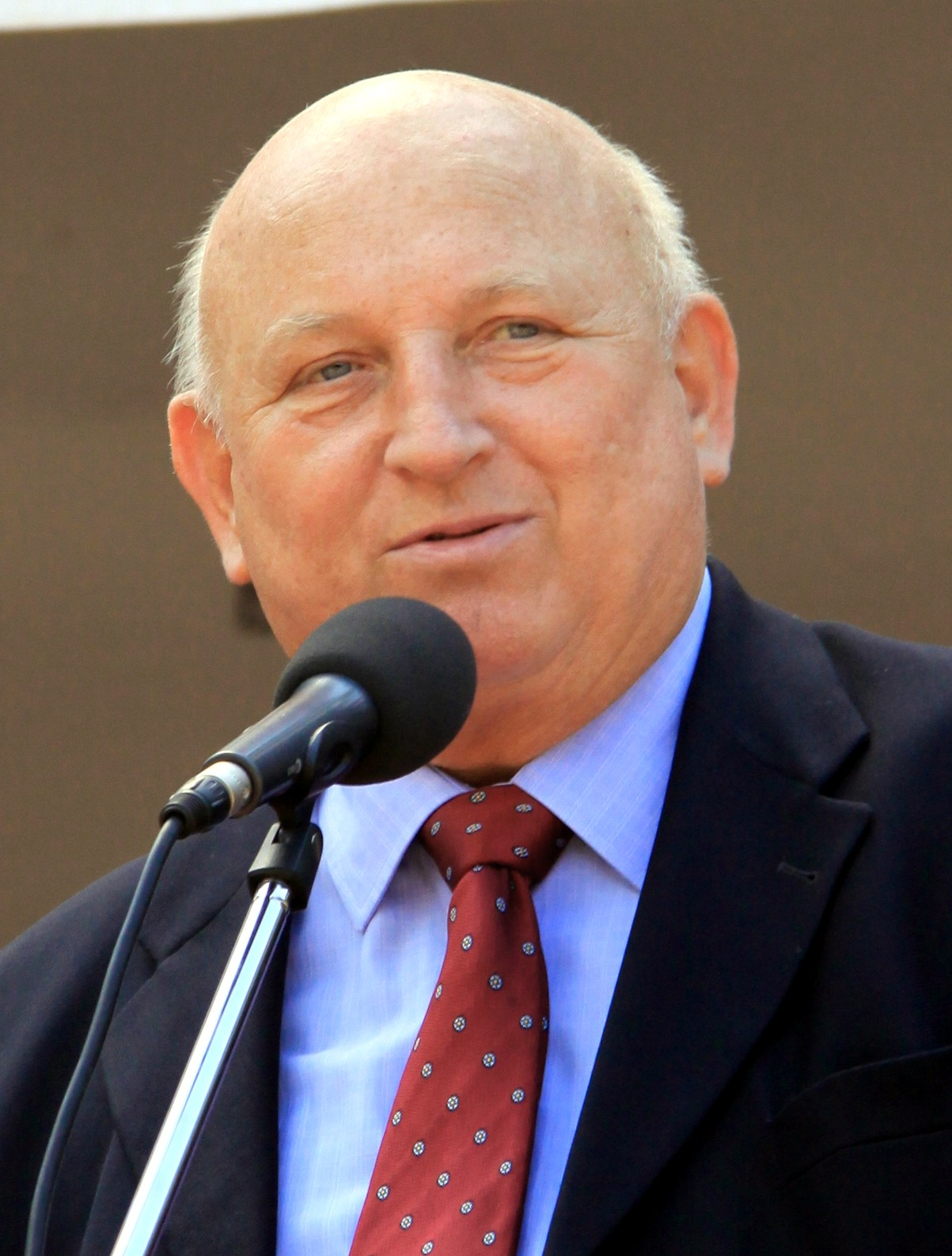
Józef Oleksy

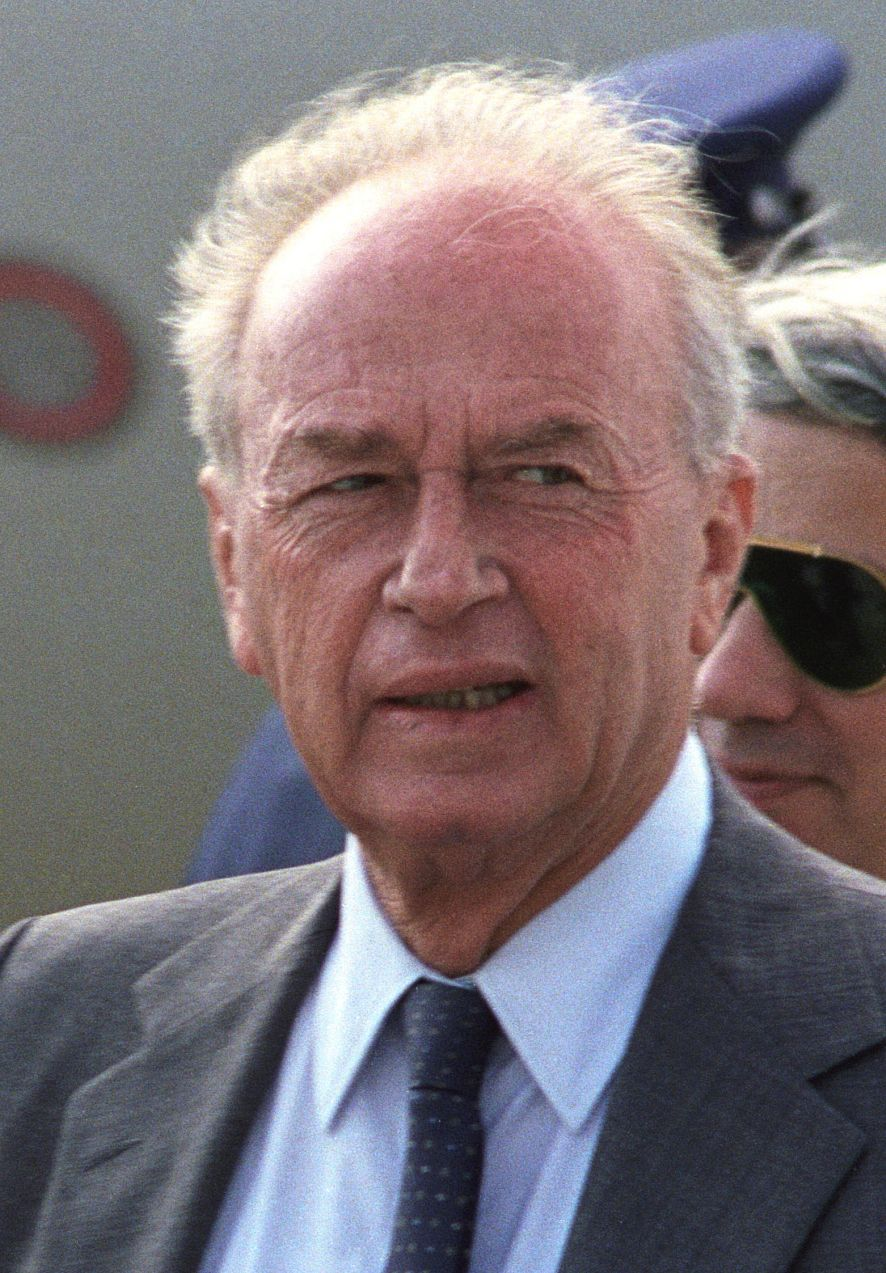
Icchak Rabin

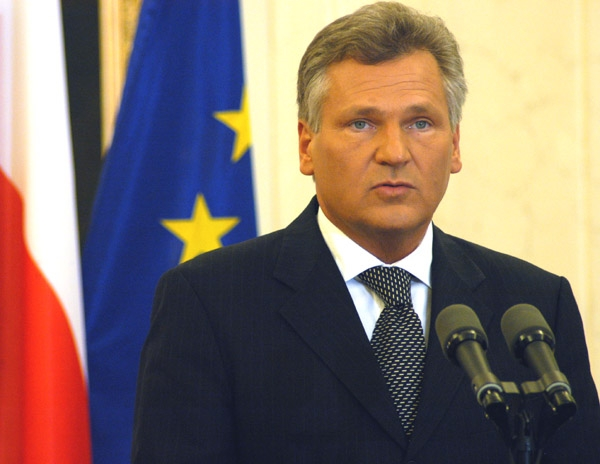
Aleksander Kwaśniewski

Wydarzenia polityczne w 1995 roku.

## Styczeń
- 1 stycznia – rozpoczęła działalność Światowa Organizacja Handlu (World Trade Organization, WTO)[1].

## Marzec
- 7 marca – Józef Oleksy został premierem[2].
- 11 marca – zmarł Väinö Valve, fiński generał[3].
- 26 marca – w wyniku referendum kadencja prezydenta Isloma Karimova została przedłużona do 2000 roku[1].

## Kwiecień
- 19 kwietnia – zamach na budynek rządowy w Oklahoma City[4].

## Maj
- 17 maja – Jacques Chirac został prezydentem Francji[5].

## Lipiec
- 13 lipca – Parlament Europejski po raz pierwszy w historii potępił postępowanie władz Chińskiej Republiki Ludowej w Tybecie[1].
- 17 lipca – prezydent Ukrainy Łeonid Kuczma i prezydent Białorusi Alaksandr Łukaszenka podpisali traktat o przyjaźni[1].

## Sierpień
- 15 sierpnia – zmarł Me’ir-Dawid Lewenstein, rabin i polityk izraelski[6].
- 31 sierpnia – na Białorusi weszło prawo zezwalające milicji aresztowań, rewidować i przesłuchiwać deputowanych bez zgody parlamentu[1].

## Październik
- 9 października – zmarł Kukrit Pramoj, premier Tajlandii[7].
- 24 października – Kongres Stanów Zjednoczonych uchwalił ustawę o ambasadzie w Jerozolimie[8].

## Listopad
- 4 listopada – z rąk prawicowego ekstremisty zginął Icchak Rabin, premier Izraela[9].
- 15 listopada – nowym premierem Izraela został Szimon Peres[1].
- 19 listopada – drugą turę wyborów prezydenckich w Polsce wygrał Aleksander Kwaśniewski[1].

## Grudzień
- 10 grudnia – Pokojową Nagrodę Nobla otrzymała Konferencja Pugwash w Sprawie Nauki i Problemów Światowych i jej prezes Józef Rotblat[1].
- 14 grudnia – w Paryżu oficjalnie podpisano Układ w Dayton, który kończył wojnę w Bośni i Hercegowinie[1].
- 23 grudnia – Aleksander Kwaśniewski został prezydentem[10].